# 永恆紀元
《AION 永恆紀元》是一款MMORPG遊戲，由韓國NCsoft旗下的AION Team所開發。具有奇幻色彩的《AION 永恆紀元》融合了PVP及PVE。
《AION》扮演天族或魔族，為了生存與理想，努力成為種族的英雄，展開華麗的翅膀飛翔及戰鬥、體驗超乎想像的奇幻世界。
《AION》是韓國的 NC SOFT 推出的另一款線上遊戲，雖然畫面和場景和《天堂 2》同樣走精緻奇幻風格，但是在遊戲性的設計上，則更強調『 玩家影響世界，世界影響玩家 』的互動迴圈關係，玩家將可更深入感受到自己是永恒之塔的一份子。
《AION》為吉恩立直營線上大作，以細膩的遊戲畫面與獨特的戰鬥飛行系統吸引眾多玩家的關注。世界觀、12位主神與龍族之間的關係也讓遊戲故事更具戲劇張力。
《AION》的主要特色是飛行系統，讓守護者們可更便利自由的抵達目的地，並允許進行空中戰鬥、展翅迎向亞特雷亞璀璨天際。

## 歷史
- 2006年5月，NCsoft於E3 2006期間向外發佈了正在開發中的《永恆紀元》及其預覽片段。[1] 其後永恆紀元在2007年下旬於韓國展開了封閉測試。[2]公開測試 OB 則於相隔封閉測試約一年後的2008年11月11日展開公開測試。
- 2008年11月25日，《永恆紀元》正式在韓國營運。
- 2009年4月8日，《永恆紀元》在中國大陸公開測試，並於4月16日正式開始收費營運。
- 2009年6月8日到28日臺港澳封閉測試，2009年7月7日上午7時正式在臺港澳公開測試，並於7月21日上午7時正式在收費營運。
- 2009年10月21日，進行首次 1.5「龍族闇影」大型改版內容更新。
- 2010年6月23日，進行 1.9「守護者集結」改版內容更新。
- 2010年10月13日，進行 2.0「進擊龍界」改版內容更新。
- 2011年5月11日，進行 2.5「天培爾的淬煉」改版內容更新。
- 2012年4月18日，進行 3.0「約定之地」改版內容更新。
- 2012年10月24日，進行 3.5「對抗龍帝的守護者」改版內容更新。
- 2013年5月22日，進行 4.0「超新星覺醒」改版內容更新。新增「槍擊星」、「吟遊星」新職業。
- 2013年8月7日，進行 4.3「進擊卡達爾蘭」改版內容更新。
- 2013年12月18日，進行 4.5「機甲風暴」改版內容更新。新增「機甲星」新職業。
- 2014年10月1日，進行 4.7「全面入侵」改版內容更新。
- 2015年9月30日，進行 4.8「命運之風」改版內容更新。
- 2015年11月18日，進行 4.9「深淵風暴」改版內容更新。
- 2016年1月13日，進行 4.9「強化！深淵據點」改版內容更新。
- 2016年8月17日，進行 5.X「傳承星進化」改版內容更新。
- 2016年9月14日，進行 5.1「進擊!永恆之塔」改版內容更新。
- 2016年10月194日，進行 5.1「激鬥！無限天培爾」改版內容更新。
- 2016年12月14日，進行 5.3「龍帝復活」改版內容更新。
- 2017年6月14日，進行 5.5「不滅：冰之花」改版內容更新。
- 2017年11月15日，進行 5.8「決戰之地」改版內容更新。
- 2018年7月25日全新 6.0「REFLY」改版，全面更改為「免費」制。
- 2018年12月12日，進行 6.5「冰凍的聖物」改版內容更新。
- 2019年6月12日，進行 7.0「彩繪巨星」改版內容更新。新增「彩繪星」新職業。
- 2019年11月6日，進行 7.2「傳說時代」改版內容更新。
- 2020年1月8日，進行 7.3「決戰卡達爾蘭」改版內容更新。
- 2020年5月6日，進行 7.5「暴風之地」改版內容更新。
- 2020年7月29日，進行 7.5「終極的龍帝變身」改版內容更新。
- 2020年8月5日，進行 7.5「天界武器」改版內容更新。
- 2020年10月7日，進行 7.9「席蘭泰拉祕密之劍」改版內容更新。
- 2021年8月4日「經典伺服器」開服上線，提供了 1.2 版本的內容，套用了部分 2.7 版本的更新。
- 2021年10月6日，進行一般伺服器 : 8.0 「阿普薩蘭達的聖戰」改版內容更新。
- 2021年12月1日，進行經典伺服器 : 1.5「龍族闇影」改版內容更新。
- 2022年2月9日，進行一般伺服器 : 8.0 「阿普薩蘭達：代行者之戰」改版內容更新。
- 2022年3月2日，進行經典伺服器 : 1.9「深淵作戰序曲」改版內容更新。
- 2022年5月4日，進行經典伺服器 : 1.9「神聖要塞&第三天培爾訓練所」改版內容更新。
- 2022年5月11日，進行一般伺服器 : 8.2「阿普薩蘭達：征服」改版內容更新。
- 2022年7月6日，進行經典伺服器 : 2.0「進擊龍界」改版內容更新。
- 2022年8月10日，進行一般伺服器 : 8.2「阿普薩蘭達：狙擊」改版內容更新。
- 2022年11月2日，進行經典伺服器 : 2.4「守護者，前往挑戰之路！」改版內容更新。
- 2022年12月14日，進行一般伺服器 : 8.2「阿普薩蘭達：榮耀」改版內容更新。
- 2023年2月9日，進行經典伺服器 : 2.5「天培爾的淬煉」改版內容更新。
- 2023年5月10日，進行一般伺服器 : 8.3「阿普薩蘭達：恩寵」改版內容更新。
- 2023年6月7日，進行經典伺服器 : 2.7「處刑者」改版，捨棄守護者之名的全新職業「處刑者」登場。以可伸縮的「鎖鏈劍」作為武器。
- 2023年9月13日，進行經典伺服器 : 2.8「VERSUS」改版內容更新。
- 2023年9月13日，進行一般伺服器 : 8.4「阿普薩蘭達：飛躍」改版內容更新。
- 2024年1月31日，進行經典伺服器 : 2.8「統治霸主」改版內容更新。
- 2024年3月27日，進行一般伺服器 : 8.4「阿普薩蘭達：賽季更新UPDATE」; 天族主神「艾瑞爾」、魔族主神「阿斯佩爾」改版內容更新。
- 2024年5月22日，進行經典伺服器 : 3.0「永恆霸拳」改版內容更新。新增「拳星」新職業，唯有雙拳才能守護世界!
- 2024年9月11日，進行經典伺服器 : 3.0「GLORY」改版內容更新。
- 2024年10月16日，進行一般伺服器 : 8.4「阿普薩蘭達：賽季更新UPDATE」; 天族主神「白傑爾」、魔族主神「崔妮爾」改版更新。
- 2025年2月5日，進行經典伺服器 : 3.0「GLORY」第二階段改版內容大更新。
- 2025年4月16日，進行一般伺服器 : 8.4「阿普薩蘭達：再次的賽季更新UPDATE」; 天族主神「白傑爾」、魔族主神「崔妮爾」改版更新。
- 2025年4月30日，進行一般伺服器合併統整 : 時間之神 + 生命之神 = 全新伺服器名稱〖阿普薩蘭達〗。
- 2025年5月14日，進行經典伺服器合併統整 : 奈薩肯 + 吉凱爾 = 全新伺服器名稱〖亞特雷亞〗。
- 2025年5月21日，進行經典伺服器 : 4.0「LUMINES 」改版內容更新，新增『光輝星』新職業，閃耀登場，第一個動作魔法師。

## 遊戲內容

### 故事
遠古時代以「永恆之塔」為中心的一個世界，叫作「亞特雷亞」。
起初亞特雷亞是一個完整的世界，身為守護者的天魔兩族共同守護著支撐世界平衡的永恆之塔，造物主最先創造出龍族，但是因為漸漸變強的力量讓他們變得傲慢，並且反抗造物主，欲搶奪亞特雷亞的支配權，成為亞特雷亞的最大威脅。
造物主為了制止龍族，將 12 名守護神送到世界上要對抗龍族，但是雙方都沒有辦法佔得優勢，戰爭持續千年不斷，最後 12 主神們的團結也開始生變。
因為爭鬥不斷，造成「光明之神-艾瑞爾」與「黑暗之神-阿斯佩爾」的對立，跟隨「光明之神-艾瑞爾」與跟隨「黑暗之神-阿斯佩爾」的族群各分勢力，開始互相批判。
「永恆之塔」中最崇高的兩位主神「時間之神-希埃爾」與「空間之神-伊斯拉佩爾」，聽從了主張和平造物主「光明之神-艾瑞爾」的意見，將龍族牽扯進來，不管「黑暗之神-阿斯佩爾」的激烈反對，塔前進行和平儀式中，龍族突然開始攻擊「永恆之塔」，無論 12 主神怎樣激烈的抵抗都沒用，最後「永恆之塔」還是遭受到毀壞，分成兩塊。
「永恆之塔」的守護者「時間之神-希埃爾」使盡最後的力氣，將分成兩部分的世界結合成一個體系，阻止「永恆之塔」繼續被破壞，並將龍族趕到體系之外。對於突如其來遭難的原因，「光明之神」與「黑暗之神」各持己見因而結怨，各自前往再也無法疏通的兩個世界。
而原本共同守護著世界的 12 主神，也因為相互指責對方是造成「亞特雷亞」分裂的元兇，因而對立分裂成兩個不同的勢力，如「永恆之塔」破碎為兩個部份般的，所有守護者也因此分為天魔兩派，懷抱著無法抹滅的誤會面臨災難，現在各勢力為了生存開始第二次聖戰。
此外，永恆之塔分裂造成了世界能量流動的不穩定，名為「深淵（abyss）」的異空間由此形成。深淵是大混亂之後形成的連接兩世界的唯一通道，隨著深淵的出現，天魔兩族長期以來累積的怨恨得以徹底釋放，而龍族在深淵的出現也標誌著過去的大戰即將重演。
亞特雷亞分裂過程的影片Aion CG Trailer [HD] （页面存档备份，存于）
亞特雷亞大陸一開始是在地心內的，跟地球是住在地表不太一樣。
為什麼天族看不到月亮，而魔族看不到太陽？太陽在魔族的陸地後，月亮在天族的陸地後，剛好變成天族永遠受到光明的照耀，而魔族受到月光的守護；不過月光畢竟比較柔弱，所以魔族的大地才會結冰，為了生存的關係，身上才會有毛與利爪，甚至於一雙發光的眼。
原先的亞特雷亞大陸相當神奇，地底人，利用特殊的方式將太陽與月亮鎖在地心內，結果在永恆之塔崩壞的時候飄出去了。

### 十二位主神

#### 希埃爾·時間之神-永恆之塔的東方守護神；吟遊星與彩繪星的守護神
為了終止戰爭，一直贊同空間之神與龍族之間和平的主張，但是看到龍族攻擊永恆之塔後才發現自己的愚蠢，導致自我犧牲阻止世界的崩潰。

#### 伊斯拉佩爾·空間之神-永恆之塔的西方守護神;槍擊星與機甲星的守護神
主張與龍族間的和平，說服時間之神與龍族簽訂了條約，大崩壞時與時間之神一起阻止世界的毀滅，導致一起消失了。

#### 艾瑞爾·光明之神-天界五大神之首領
領導天界中五大神的首領，溫和穩重的性格與他的深謀遠慮讓他成為領導天界眾神之首領。

#### 阿斯佩爾·黑暗之神-魔界五大神之首領
領導魔界中五大神的首領，嚴謹性格的他認為柔弱的光之神是大崩壞的主要原因，給人一種至高無上的感覺。

#### 奈薩肯·正義之神-劍星與守護星的守護神
天界主神之一，性格很決斷，一直追隨著光之神，身體能量很高，擁有能擋住任何攻擊力的體力與力量，拿在左手的盾牌是他的象徵。

#### 吉凱爾·破壞之神-劍星與守護星的守護神
魔界主神之一，可以熟練的運用所有武器，特別的是使用劍的能力是無人所及，性格傲慢，像火一樣，有時自己控制不了就變的非常狂暴，他把正義之神右手砍掉的事情成為第一次天魔大戰的導火線。

#### 白傑爾·自由之神-弓星與殺星的守護神
天界主神之一，性格外向，但卻很冷靜，有出色的功能力與變身能力，喜歡變身後四處遊蕩，觀察人類的生活。

#### 崔妮爾·死亡之神-弓星與殺星的守護神
魔界主神之一，性格像冰一樣冷，任何情況都不會失去冷酷的心，會找到對方的弱點，並很隱蔽的接近，然後再給對方致命的一擊是他的拿手好戲。

#### 凱西內爾·幻象之神-精靈星與魔道星的守護神
天界主神之一，內向的性格使其他大神很難接近他，能力是可以自由的操控「奧德」，使之變換任何形態，第一次天魔大戰中輸給智慧之神後，感受到無比的恥辱。

#### 露梅爾·智慧之神-精靈星與魔道星的守護神
魔界主神之一，也許是因為好奇心的原因，為了弄個明白「奧德」的本質，對其深入研究，最後成為諸神當中法力最強大的大神，在過去12大神時代與光之神的關係最好。

#### 尤斯迪埃·生命之神-治癒星與護法星的守護神
天界主神之一，性格溫和，認為敵我雙方的生命都是珍貴的，對於現在分成天界與魔界非常煩惱，一直想回到大毀滅之前的時代。

#### 瑪爾庫坦·命運之神-治癒星與護法星的守護神
與塔的守護者～空間之神關係非常的好，與破壞之神對立，堅強，沉穩的性格讓他向來都是面無表情，看到他會讓人有種窒息的感覺。

### DEVA 守護者
玩家扮演的角色
玩家在遊戲中所扮演的角色類似神的化身，心智與體質強化過於凡人，擁有強大的能力與保護，並且可自由操作，守護者可以使用強大的能力，甚至可從死亡中甦醒，而守護者的工作，就是保護凡人們不受邪惡勢力侵襲，為守護自己的族人而戰。在這樣的世界觀下，充滿奇幻想像的異度空間，遊戲帶來廣闊的冒險經歷，散發出神秘故事的遊戲背景，玩家將在天魔兩權統治的世界中與眾守護者並肩作戰。
擁有神力籠罩的肉體，並且可自由操作一種奧德，雖然不能像神一樣處於永恆不滅的形體，但也算是另一種永生的方式，而他們的工作，就是管理凡間的事務，保護凡人們不受邪惡勢力與野獸侵襲，為守護自己的族人而戰。凡人對神是無上的崇拜，對守護者則是給予尊敬與景仰。

### 龍帝

#### 龍帝之首: 普雷奇翁
力量與威嚴的象徵
五位龍帝的首領，是最早覺醒的龍帝。牠渴望自己變得更強，最終希望掌握永恆之塔的力量，成為凌駕一切的存在。牠擁有強橫身體和超強魔法能力的亞特雷亞是最強者。牠曾經到過天族的泰奧布姆斯地區,用火的力量把那裏變成為一片荒蕪之地。(相關歷史書:普雷奇翁的侵略史)
牠的副手：沙塔羅卡被天族封印在耶爾特奈

#### 第二龍帝:梅斯蘭泰達
死亡和恐怖的象徵
性如烈火，其實力僅次於普雷奇翁。戰場上擁有恐怖的能力，被稱為死亡和恐怖的代名詞。

#### 第三龍帝:艾萊修奇卡
智慧和秩序的象徵
冷酷無情，但擁有超凡的智力和魔法力。身為龍族最高戰略家的牠，制訂了龍族的法令和制度。(關於牠出身的歷史書:艾萊修奇卡的傳說)和談失敗後,牠到魔族的基儂加夫城市,用一道氣焰把那裏完全冰凍。(相關歷史書:傳說的城巿基儂加夫)

#### 第四龍帝:布里特拉
黑暗和混沌的象徵
牠是與伊斯拉佩爾一同倡議和平的龍帝,但最後失敗告終。全身籠罩在黑紗中的牠,象徵黑暗和混沌。牠的武器現在還留在魔族貝魯斯蘭的幽靈村散發毒氣,令四周的人類成為不死族。

#### 第五龍帝:提亞馬特
鮮血和憤怒的象徵
5龍帝中最晚覺醒的，骨子裡有很強的德拉坎對於鮮血和殺戮的渴望。他是龍帝中的最好戰分子，直接領導了與天魔兩族正面接觸的戰鬥，基本上我們目前遊戲裡接觸到的龍族軍團都是他的手下。我們在最終使命(50級連續使命)的時候可以知道，天族主神和魔族主神都發現了深淵通往龍界的裂縫並查到龍族所在，他們面對的就是第五龍帝提亞馬特。

### 種族
玩家可選擇的種族有天族與魔族，而龍族則作為第三勢力NPC登場。由於天族和魔族是對立種族，所以玩家只能在同一伺服器創建其中一方種族職業。

#### 天族
優雅的外表隱藏冷酷與守護者威嚴
居住在分裂成兩部分的亞特雷亞下方，由於生活在光線充足的環境下，自然環境並沒有發生太大的變化，所以外貌和大崩壞前幾乎一樣。
其特徵是擁有亞特雷亞原有的明亮火熱的膚色，線條輕盈，體格苗條。

#### 魔族
在貧瘠中適應生存的堅毅戰爭種族
居住在分裂成兩部分的亞特雷亞上方，由於適應了缺少光線的荒涼環境，和大崩壞前相比，外貌發生了很大的變化，其中最大的改變是手腳指甲變得尖長，背部長出了鬃毛。
擁有發達的肌肉與強健的體魄，在戰鬥時眼睛會發出火紅的光芒。

#### 龍族
野心勃勃的侵略者
出沒於深淵，主要均衡天魔兩族勢力。與天、魔種族對立，十分好戰，且兇狠殘暴。以消滅天、魔兩族做為自己的目標，同時也是暗中密謀著亞特雷亞一切的強大種族。
他們是過去引發永恆之塔戰爭的原因，也是導致天族、魔族誓不兩立的禍根。守護者在冒險的過程中，必然會與他們產生正面衝突！龍族擁有著比其他種族出色的戰鬥能力，而且傾向排斥其他種族，因此持續著與天、魔族間的戰爭。

#### 煉族
煉族,是大混亂期間在龍界被孤立的亞特雷亞人的子孫。牠們的外形特徵是只有左邊的紅色翅膀，白色的皮膚，綠色的眼睛。煉族在龍界不得不吸收德拉納，這就是出現變化的原因。

煉族和天/魔之間的關係
大混亂以後很長時間沒有任何支援下和龍族對抗的煉族，對於他們現在才來龍界的天/魔族不是很受歡迎。
煉族還記著打混亂期間互相亞特雷亞人廝殺的天族和魔族，出現了這場悲劇後，對於天/魔族的態度變成現在的冷淡。因此,有些煉族在大混亂期間主神希埃爾消失的原因推倒天魔族身上，所以拒絕和天/魔族合作主張自救的方法。

### 職業
天族與魔族可選擇的職業皆相同，但有少部分技能設定不同。

#### 戰士
擁有出色的體能的戰士擅長近身戰，可以輕易使用多種武器，其技能的運用較為單純，因此較容易操作。
覺醒成為守護者後，可以轉職成為「劍星」或「守護星」。

##### 劍星
追隨劍之星座的守護者，擅長使用多種武器。修練各種武器並展現多樣化戰鬥技巧，是劍星追求的最大目標。但比起華麗的技巧，劍星更追求用強大的力量瞬間給予敵人致命一擊的魄力。在大部分軍團中，劍星是重要的核心兵力。

##### 守護星
最強壯的職業，持劍與盾進行戰鬥，並且可以使用部分防禦與治癒的魔法。守護星一直認為在戰場最前線抵擋敵人攻擊並保護我軍是自己的使命。守護星並不只著重防禦能力，在戰鬥中也會施展其強大的反擊能力，給予敵人打擊並癱瘓敵人。

#### 斥侯
斥侯憑藉其敏捷的身手，兼備近距離與遠距離攻擊能力，但技能操作方式較多樣，需要細心和集中力。
覺醒成為守護者後，可以轉職成為「殺星」或「弓星」。

##### 殺星
追隨死亡之星的守護者，是暗殺的專家，使用隱身術潛行並且利用塗抹毒藥於武器上，並瞬間給予致命傷害突襲無防備的敵人達成牽制的任務。具有很高的战斗力，同时防御能力也较为弱，但能通过敏捷的身手在战斗中保全自我，并对敌人造成巨大的伤害甚至杀死敌人。

##### 弓星
追隨弓之星座的守護者，但不是只能使用弓箭，也善於使用劍與匕首。可以預測敵人的行進方向然後裝設陷阱達擾亂敵人的目的。

#### 法師
擁有強大魔法力量，極具破壞性的攻擊力，但體力相對較弱。
覺醒成為守護者後，可以轉職成為「魔道星」或「精靈星」。

##### 魔道星
追隨魔法之星且精通地、水、火、風四元素的守護者，魔道星擅長使用具有強大破壞力的魔法攻擊敵人。體力與防禦力是所有職業中最弱的，但熟練的去使用魔法可克服本身弱點。

##### 精靈星
追隨精靈之星的守護者，可以召喚地、水、火、風四元素的精靈協助戰鬥，並可使用弱化敵人或是製造錯覺等魔法以進行有效的戰術攻擊，能夠進行攻擊也可以成為牽制敵人的控場型角色。

#### 祭司
擁有治療能力，負責保護隊友安全，同時也具有一定的戰鬥能力來攻擊敵人、保護自己。
覺醒成為守護者後，可以轉職成為「治癒星」或「護法星」。

##### 治癒星
追隨治癒之星的守護者，使用魔法提供治癒與復活的戰鬥支援外，也可提供部分輔助魔法，並具有一定戰鬥能力。

##### 護法星
可以施展真言魔法強化並輔助隊友的守護者，並擅長近身戰，在戰鬥中能夠提升隊友及自身能力並給予敵人減益效果。

#### 藝術家
希埃爾因大崩壞之後在亞特雷亞各處流浪，她們領悟到超越藝術境界的音樂，加上奧德的力量就可以演奏出更強的音樂，運用音樂的力量在戰場上弱化敵人的戰力，並提升戰友的極致能力。透過轉職任務可以轉職成為「吟遊星」或「彩繪星」。

##### 吟遊星
熱愛音樂唱歌的吟遊星們，雖然受到主神希埃爾雄厚的支援，但希埃爾因大崩壞之後消失的同時，降低聲音研究音樂或在亞特雷亞的各處流浪。
埋頭研究的吟遊星們，領悟到超越藝術境界的音樂加上奧德的力量，就可以演奏出更強力的音樂，並開始將音樂的力量運用在戰鬥上。
在戰場上弱化敵人的戰力，並極致提升戰友的能力，吟遊星的活耀，甚至大大的扭轉了戰局，吟遊星們所展現的活躍，終於受到守護者們及天培爾騎士團的肯定，成為正式的職業。
使用弦樂器壓縮魔力和旋律，用來治癒戰友或者弱化敵人，吟遊星可以使用華麗的樂器演奏技能並擁有迷惑人心的美麗旋律。

##### 彩繪星
在希埃爾主神的支援下，第一代彩繪星「依勒琳」研發的奧德顏料，並將有才能的弟子納入門下，進而開啟了彩繪星之路。但在大崩壞時期，希埃爾主神犧牲了，許多的彩繪星逐漸銷聲匿跡，剩下的彩繪星也輾轉四處，勉強保住了性命。
隨著歲月的流逝，襲擊亞特雷亞的暴風之日來臨時，記得希埃爾做出犧牲的彩繪星們，紛紛犧牲自己去挽救許多無辜的生命。當時的彩繪星的貢獻受到了肯定，因此晉升為正式的職業。
彩繪星是具有物理性能，可以中間距離攻擊的職業，身上裝備著新武器「彩繪器」與「物理系列長袍」。而戰鬥中，彩繪星的技能卻是以揮灑彩色顏料或持續發射顏料的形式進行攻擊，形成炫彩與暗黑相間的對戰畫面與獨特的攻擊體驗。

#### 技術員
主要使用為機械槍砲類重武器，從技術員進行轉職使命時，即可轉職成為「槍擊星」或「機甲星」。

##### 槍擊星
在伊斯拉佩爾神殿內的部屬研究所，持續研究著火器與奧德的結合，終於研究出強力又靈巧的魔力槍、魔力砲。運用這類武器的槍擊星們，在天魔戰場及各方面獲得傑出的表現。因持續伊斯拉佩爾的思想的技師們及各守護者們的支持，槍擊星終於被認定為正式職業。

##### 機甲星
機甲星是利用機甲進行戰鬥的職業。為了乘坐機甲需要雙手武器啓動鑰匙。
天族、魔族發現巨神兵後開始研究新形態的武器。
天族、魔族透過在沙烏羅軍事基地取得的設計圖及零件製作了機體，並透過希佩裡安的伊德技術獲得了動力源。結果終於誕生了機甲。
天魔族期待只要好好利用這強大火力，在戰鬥中就能獲取新的轉機。

## 遊戲特色

### 璀燦生動世界
遊戲中的世界呈現自然美景，除了天氣轉換外，人物也會因應環境而作出不同反應。
讓您沉靜在亞特雷亞永恆之塔裡『璀燦天空，展翼飛翔』。

### 深淵
深淵是永恆之塔崩壞後的異界次元，位於天魔兩界之間，是誕生英雄的核心戰場。天族、魔族、龍族之間，直接能在第一線接觸的重要戰地。
深淵是由許多「浮游島」組成的空間，是無數英雄傳說誕生的核心戰場，此地是連接天族、魔族和龍族之間的道路，也是戰略重地。深淵的所有地區都可以自由飛行，單人或小規模的小隊可以在深淵裡進行狩獵升級，深淵的怪物經驗值與獎勵均較一般地圖更好，但隨時也可能遭遇敵族襲擊。深淵中也有許多據點，可以和同種族的守護者們一起進行要塞戰。

### 時空裂縫
透過地圖上隨機開啟的時空裂縫，可以闖進敵族地圖進行突襲的即時戰爭系統。
偷偷地滲透入對方戰地，或招攬同族一起侵擾敵人的特殊系統；由於它是亂數出現的，因此隨時掌握時空裂隙對敵人展開突襲，過程充滿了令人興奮的刺激感。

### 華麗戰技
以超華麗的連續技奪取敵人的生命吧！
戰鬥並不是單純的亂打方式，而是非常重視戰略性的技能組合，在實際戰鬥狀況下，利用技能組合可帶給敵人更大的傷害。

### 翱翔飛行
「飛行戰鬥」張開傲人的羽翼在天際打場勝仗
飛行不再只是夢想，飛行的目的並不是為了成為單純的交通工具，而是為了戰鬥的必要技能，如何邊飛行邊戰鬥也是必修的課程。

### 主神變身
新的契約變身系統將取代原有的變身糖果，共分普通、上級、古代、傳說、終極，玩家可透過任務、活動或商城蒐集各等級的變身契約，再透過變身咒文書獲得超越自我極限的力量，若將重複的變身契約合成，還有機會獲得更高階的變身種類，其中主神變身契約不僅提升攻擊速度與施法速度，還能大幅度的提升屬性數值。

### 可愛寵物
新樂趣！寵物來進擊遊戲世界有巧思
想帶個小跟班回家養嗎？多種可愛造型寵物，超卡哇伊對應動作將擄獲你的心！獨特外型的逗趣波奇超搞笑，倉庫型寵物增加背包空間，以及可生產型特定道具的寵物。進擊龍界寵物來相伴，可愛便利又逗趣，可愛寵物跟隨著你趴趴走，環境險惡也不畏懼，當主人展翼飛翔時，寵物也張開它小小可愛的翅膀，和你一同遨遊天空中喔！

### 種族大戰
守護者必須選擇扮演天族或魔族，為了彼此的生存與理想，努力成為種族的英雄，並且在無限的戰爭廻圈中貢獻一己之力。
在永恆之塔裡，允許玩家自行改變及影響亞特雷亞。天魔兩族千年爭論不休的要塞戰、統合戰、領地祭壇戰，以及小型規模的裂縫、次元漩渦，戰爭一觸即發。PVP及、RVR 之間生動激情，鬥智鬥勇的戰鬥系統及身歷其境的動畫特效。友好易懂的操作界面，世界一流的遊戲設計、精巧多元的專屬設定。

### 生動劇情式使命任務
豐饒多元的任務:使命、成長、戰爭、軍團、風道等，除了過場動畫能了解其故事涵義，到了一定等級及條件以上，還可見到特殊任務與穩藏的任務，任務過程都有非常清楚的指引響導，絕對讓您沉浸其中，遨遊亞特雷亞大地冒險展開。

### 座騎載具
在搭上座騎載具之後就可使用全力疾走，讓守護者在跑地圖時享受飛馳奔騰的激鬥快感。

### 小小軍團
遊戲世界有巧思
多種可愛造型小小軍團及寵物，超卡哇伊對應動作將擄獲你的心！獨特外型的逗趣波奇超搞笑，小小軍團共享增益及獨特技能讓您在戰場上如虎添翼，倉庫型寵物增加背包空間，以及可生產型特定道具的寵物。進擊龍界寵物來相伴，可愛便利又逗趣，可愛寵物跟隨著你趴趴走，環境險惡也不畏懼，當主人展翼飛翔時，寵物也張開它小小可愛的翅膀，和你一同遨遊天空中喔！

### 角色客制化
創建角色時可自由設計角色的容貌外觀、身形高矮胖瘦，創造出夢寐以求的外貌。獨一無二的角色訂作創建角色時可自由設計自己的樣貌，不怕當千篇一律的複製人，每個玩家都擁有獨數一格的樣貌，也可以調整身高，享受角色獨創的樂趣。超強的角色客製化系統，單個角色含臉部、披風、物品等多邊形高達上萬個，玩家將可以隨心所欲創造樣貌，打造屬於自己獨特兼富有個人魅力的角色。
除了建立獨特樣貌之外，《AION》 在基本模組中預設了很多精細的設定，供玩家挑選，另外，遊戲也有許多有趣的裝飾物品，融合細膩的染色系統，讓玩家打造個人獨特服裝。

### 住宅房屋
無論是天族或魔族都會設置專門的住宅區，並隨著春、夏、秋、冬的四季變化，呈現出各季節的不同風情氛圍；住宅類型共分為豪華、高級、上級、獨楝4種，住宅的內外都可依玩家個人喜好購買配件及傢俱來佈置裝潢，根據購買的物品不同，便可擁有不同的效果。

### 魔方
魔方系統是能增加守護者屬性能力的成長要素，魔方階段分為 3 個等級，按等級分配能力值，各等級由不同階段構成。當守護者在佔領拉科魯姆基地後，將隨機出現貴比琳寶石研究所副本，依據守護者攻略成績將可獲得相應數量的魔方戰利品。部分地區野外進行狩獵亦可獲取魔方。

### 道具收藏
透過收集各種道具而獲得能力值或是道具的機會
登錄各收藏要求的道具時，道具雖然會消失，但角色將追加新增能力值，或可獲得道具。完成各等級收藏時，收藏等級會提升，根據這個等級各別追加新增不同角色能力值。收藏等級會依照各收藏等級進行不同的套用。達成收藏而獲得的能力值，對於同伺服同帳號內的所有角色進行相同套用。

### 露梅爾變換術
消耗材料填充變換動力之後而可以施展的變換術
注入可變換的道具之後，即可獲得「變換動力」，當變換動力填滿的時候，即可施展變換術。施行變換術可以查看5個預測結果，可以從5個預測結果中獲得其中1個道具。露梅爾的變換術中的「高級變換」功能可使用「預測更新」功能。

### 紋樣
強化抵抗異常狀態能力值的新道具
追加裝備「紋樣」的凹槽。紋樣可從「沉重的紋樣箱子」中獲得。沉重的紋樣箱子是組合「紋樣箱子碎片」即可獲得，而紋樣箱子碎片可從「區域名聲獎勵商店」或是「盧格布格的任務」獲得。當使用 「紋樣強化咒文書」即可強化紋樣，最高可強化至+5，強化套用的能力值提升量將會隨機套用。強化紋樣時，變更增加的能力值提示說明的顏色(依照能力值提升量而變色)。

## 外部連結
- 韓國官方網站 （页面存档备份，存于）
- （简体中文）中國大陸官方網站 （页面存档备份，存于）
- （繁體中文）臺港澳官方網站 （页面存档备份，存于）
- （日語）日本官方網站 （页面存档备份，存于）
- （英文）歐洲官方網站 （页面存档备份，存于）
- （英文）北美官方網站